# Bà Rịa-Vũng Tàu
Ba Ria-Vung Tau is een provincie van Vietnam. Het bevindt zich in het zuidoosten van het land en grenst aan de provincies Đồng Nai in het noorden, Bình Thuận in het oosten, aan Ho Chi Minhstad in het westen en aan de Zuid-Chinese Zee in het zuiden. Vanaf de oprichting in 1991 was de stad Vũng Tàu, de grootste stad van de provincie de hoofdstad. Vanaf 2 mei 2012 is Bà Rịa de hoofdstad van Bà Rịa-Vũng Tàu, ter voorbereiding op de opwaardering van Bà Rịa van een thị xã naar een stad. Bà Rịa-Vũng Tàu is hiermee de enige provincie van Vietnam, waar niet de grootste stad van de provincie de provinciehoofdstad is.

## Districten
- Vũng Tàu, Bà Rịa (steden)
- Châu Đức, Xuyên Mộc, Tân Thành, Long Điền, Đất Đỏ en Côn Đảo

## Klimaat
De provincie Ba Ria-Vung Tau ligt in een regio met tropisch klimaat met moessons. Het jaar is verdeeld in twee duidelijk gescheiden seizoenen: het regenseizoen loopt van mei tot oktober en wordt overheerst door de zuidwestelijke moesson; het droogseizoen gaat van november tot april en kent de noordoostmoesson. De gemiddelde jaartemperatuur is er 27 °C, gaande van 24,8 °C voor de koudste periodes tot 28,6 °C voor de warmste. Het jaarlijkse aantal uren zon is er heel hoog met zo’n 2400 uur per jaar. De regenval is gemiddeld 1500 mm per jaar. De provincie ligt in een regio met weinig cyclonen.

## Geschiedenis
In 1658 leidde de Heer Nguyen Phuc Tan (Nguyễn Phúc Tần, bijgenaamd Chúa Hiền of "de Zachtmoedige Heer") 2000 soldaten in een aanval op de muren van de vesting van Mo Xoai (Mô Xoài) van de koning da Chenla die regeerde in het huidige Ba Ria. Hij deed dit om de Vietnamezen te beschermen die in het gebied waren gaan wonen en werken. In het gevecht nam de Nguyenheer de koning van Chan Lap, Nac Ong Chan (Nặc Ong Chân) gevangen. Deze smeekte om vazal te mogen worden en schatplicht te betalen. In 1674 stuurde dezelfde Zachtmoedige Heer Nguyen Phuc Tan zijn troepen naar het fort van Bo Tam (Bô Tâm) van Chan Lap. Later werd dit het "Oude fort Phuoc Tu (Phước Tứ)" genoemd en deze staat in het huidige Long Điền.

## Economie
De petroleumindustrie is een belangrijke economische motor van het gebied. In het zuidoosten van Vietnam wordt geëxploreerd naar ondiepe aardolie en in Ba Ria-Vung Tau werden commercieel zeer waardevolle petroleumvoorraden gevonden.
De economie in de regio stagneerde lange tijd. Maar vanaf de jaren 90 kende ze een snelle groei. De provincie heeft zich gericht op industrialisatie en modernisering van zowel de industriële infrastructuur als dienstensector en landbouw. De provincie Ba Ria-Vung Tau heeft tegenwoordig zeven industriezones. Elk zijn ze mede tot stand gekomen door steun van de staat in investeringen en de bouw van elementaire technologische infrastructuur.

## Toeristische Attracties
Het hoogtepunt van de stad is een Beeld van Christus Verlosser van 30m op een heuvel genaamd 'Kleine Berg' of 'Núi Nho' aan het stadstrand.
Het werd in de jaren zeventig gebouwd door de katholieke bevolking. De Thich Ca Phat Dai pagode en de Niet Ban Tinh Xa Pagode trekken talrijke boeddhistische pelgrims aan.